# Ludovico Zorzi
Ludovico Alvise Zorzi (Venezia, 2 agosto 1928 – Firenze, 15 marzo 1983) è stato un critico teatrale e saggista italiano.

## Biografia

Ricostruzione della scenografia dellAnnunciazione per San Felice in Piazza di Brunelleschi dalla Mostra Il luogo teatrale a Firenze curata da Ludovico Zorzi (1975)

Ludovico Zorzi fu in Italia il promotore degli studi sugli eventi spettacolari non più soltanto legati alla letteratura teatrale ma all'indagine sulle testimonianze coeve e descrizioni di spettacoli.
Insegnò all'Università degli Studi di Firenze dove fu istituita per lui un'apposita cattedra, la prima in Italia, di Storia dello Spettacolo. Sono basilari i suoi studi sul teatro rinascimentale fiorentino, dalla ricostruzione di certe macchine per le scenografia delle sacre rappresentazioni di Brunelleschi alla nascita della scenografia di corte dei palazzi medicei di Vasari e Buontalenti.
Negli anni cinquanta Zorzi lavorò, insieme a Geno Pampaloni, Paolo Volponi e altri intellettuali del secondo dopoguerra, presso l'Olivetti a Ivrea dove curava il settore culturale e la biblioteca aziendale dal 1963. L'Olivetti, data la politica illuminata di Adriano Olivetti, era in quel momento storico uno dei centri culturali più ferventi di iniziative per i giovani studiosi del secondo dopoguerra. In questo periodo, e in questo ambiente Zorzi mostrò le sue simpatie politiche verso la sinistra (nonostante fosse membro di un'importante famiglia dell'aristocrazia veneziana).
Nel 1969 affiancò, insieme a Tullio Kezich, Giorgio Strehler per l'allestimento di uno sceneggiato televisivo tratto dai Mèmoires di Carlo Goldoni, ma il progetto, finanziato dalla RAI, rimase soltanto sulla carta anche se, in seguito, la sceneggiatura di questo lavoro è stata pubblicata dal Piccolo Teatro di Milano.
Curò mostre importanti come quella sul Luogo teatrale a Firenze del 1975, quella sui Medici del 1981 (dove si occupò della sezione teatrale intitolata La scena del Principe) ambedue svoltesi a Firenze e quella sui teatri di Venezia del Cinquecento-Seicento per la Biennale di Venezia del 1971. Una parte preponderante dei suoi studi fu dedicata all'iconografia dei luoghi scenici tratti prevalentemente dai quadri dei pittori del Rinascimento come quelli di Vittore Carpaccio per la rappresentazione delle Storie di sant'Orsola e i tre grandi ferraresi, Cosmè Tura, Francesco del Cossa e Ercole de' Roberti per il Salone dei Mesi di Palazzo Schifanoia a Ferrara.
La sua traduzione dell'opera di Ruzante del 1967 dalla lingua pavana, che era parlata dai villani di Ruzante dei dintorni di Padova, alla lingua italiana per l'editore Einaudi è ancora oggi il principale testo di riferimento degli studi su questo grande autore-attore e regista padovano del XVI secolo.
Nel 1977 Zorzi pubblicò il suo saggio più importante, punto d'arrivo degli studi sull'arte dello spettacolo, Il teatro e la città (Premio internazionale Viareggio 1978 per la saggistica) dove convergono le ricerche più importanti sulla nascita del teatro umanistico del Quattrocento a Ferrara, gli eventi spettacolari a Firenze nel periodo del Rinascimento e il manierismo e sulla nascita e la diffusione dei teatri pubblici a Venezia tra il XVI e il XVIII secolo.
Collaborò con registi teatrali come Gianfranco De Bosio e Giorgio Strehler per la rappresentazione di opere in lingua veneta. In particolare con De Bosio, suo amico fin dai tempi dell'Università, ebbe un sodalizio artistico che proveniva dal loro allestimento della Moscheta di Ruzante nel 1950 al teatro dell'Università di Padova e si concluse nel 1983 con la morte di Zorzi. Nel 1983 gli venne assegnato il Premio Pirandello alla memoria.
Quando morì, nel 1983, stava finendo di raccogliere tutti i canovacci della commedia dell'arte per una grande opera sulla drammaturgia del Seicento.
Nel 1988 è stato creato, presso l'ufficio cultura della Provincia di Firenze, l'Istituto Ludovico Zorzi per le Arti dello Spettacolo (all'atto della fondazione lo presiedette lo storico Franco Cardini; ne fecero parte, tra gli altri, i professori Sara Mamone, Lia Lapini e Siro Ferrone, il critico teatrale Sandro Damiani, l'attrice Marcellina Ruocco) che organizza seminari di studio, convegni e mostre sull'arte teatrale ispirati dalla figura e gli studi di questo storico dello spettacolo.

## Opere
- Note ruzantesche: La Moscheta, in Rivista di Studi Teatrali, Gennaio-Marzo 1952
- Bertolt Brecht e "L'opera da tre soldi" in Comunità 1956
- Canzoni inedite del Ruzante, in Atti dell'Istituto Veneto di Scienze, Lettere ed Arti, CXIX (1960-1961), pp. 25-74.
- Anonimo del XVI secolo, La Venexiana, testo e traduzione a cura di Ludovico Zorzi, Torino, G. Einaudi, 1965.
- Ruzante, Teatro, a cura di Ludovico Zorzi, Collana I Millenni Torino, Einaudi, 1967.
- Tradizione e innovazione nel "repertorio" di Andrea Calmo, In Studi sul teatro veneto, 1971.
- Carlo Goldoni, L'amante militare, a cura di Ludovico Zorzi, in appendice: Il Quartiere fortunato, Torino, G. Einaudi, 1972.
- Carlo Goldoni, Gl'innamorati, a cura di Ludovico Zorzi, Torino, G. Einaudi, 1972.
- Struttura [e] fortuna della fiaba gozziana - Convegno internazionale di studi musicali per la XXXI Settimana musicale senese (1974) in Chigiana, XXXII, n.s., II, 1976.
- Il luogo teatrale a Firenze. Brunelleschi, Vasari, Buontalenti, Parigi , catalogo della mostra a cura di M. Fabbri, E. Garbero Zorzi, A. M. Petrioli Tofani; introduzione di Ludovico Zorzi, Milano, Electa 1975.
- La raccolta degli scenari italiani della Commedia dell'Arte in Alle origini del teatro moderno: la Commedia dell'Arte. Atti del Convegno. Pontedera, 1976
- Il teatro e la città. Saggi sulla scena italiana, Torino, Einaudi 1977.
- Figurazione pittorica e figurazione teatrale, in Storia dell'arte italiana, vol. I. Questioni e metodi, Torino, Einaudi, 1979, pp. 419-463.
- Intorno alla commedia dell'Arte, in Forum Italicum, vol. XIV. n. 3, University of Wisconsin, Winter 1980.
- Tra Ruzante e Vitruvio, in Alvise Cornaro e il suo tempo, Comune di Padova, 1980, pp. 94-104.
- "Teatralità" di Lorenzo Da Ponte tra Memorie e Libretti d'opera in Venezia e il Melodramma nel Settecento II Parte Studi di Musica Veneta Leo S. Olschki Editore, Firenze, 1981.
- Ludovico Zorzi-Giuliano Innamorati-Siro Ferrone, Il teatro del Cinquecento, Firenze, Sansoni, 1982.

### Pubblicazioni postume
- Carpaccio e la rappresentazione di Sant'Orsola. Ricerche sulla visualità dello spettacolo nel Quattrocento, Torino, Einaudi, 1988, ISBN 88-06-60014-1.
- L'attore, la commedia, il drammaturgo, Torino, Einaudi, 1990.
- L'immagine della città nel ciclo di San Giovanni Evangelista ed. Elvira Garbero Zorzi, in Biblioteca Teatrale 19/20 (1990): 33–62.